# روب ووماك
روب ووماك (بالإنجليزية: Rob Womack)‏ هو منافس ألعاب قوى بريطاني، ولد في 29 مايو 1971 في Dewsbury ‏ في المملكة المتحدة.